# رایان هلال
رایان هلال (فرانسوی: Rayan Helal‎؛ زادهٔ ۲۱ ژانویهٔ ۱۹۹۹) دوچرخه‌سوار اهل فرانسه است.
وی در مسابقات کشوری و بین‌المللی در مجموع برندهٔ ۲ مدال نقره شده‌است.